# دوغ سميث
دوغ سميث (بالإنجليزية: Doug Smith)‏ (18 نوفمبر 1937 أبردين المملكة المتحدة - 5 ديسمبر 2012) هو لاعب كرة قدم بريطاني.

## روابط خارجية
- دوغ سميث على موقع قاعدة بيانات كرة القدم.إي يو (الإنجليزية)
- دوغ سميث على موقع عالم كرة القدم.نت (الإنجليزية)